# Feiertage in Pakistan
Die Feiertage in Pakistan gliedern sich einerseits in nationale Feiertage, die nach dem gregorianischen Kalender begangen werden, und religiöse Feiertage, die nach dem Hidschri-Kalender berechnet werden.
| Feiertag (deutscher/englischer Name)                        | Feiertag (lokaler Name)                    | Datum (Gregorianischer Kalender) |
| ----------------------------------------------------------- | ------------------------------------------ | -------------------------------- |
| Tag der Solidarität mit Kaschmir Kashmir Solidarity Day     | یوم یکجحتی کشمیر Youm-e-Yekjehty-e Kashmir | 5. Februar                       |
| Tag der Republik Pakistan Day                               | یوم پاکستان Youm-e Pakistan                | 23. März                         |
| Tag der Arbeit Labour Day                                   | یوم مزدور Youm-e Mazdoor                   | 1. Mai                           |
| Unabhängigkeitstag Independence Day                         | یوم آزادی Yom-e Istiqlal                   | 14. August                       |
| Geburtstag von Muhammad Iqbal Iqbal Day                     | یوم اقبال Youm-e Iqbal                     | 9. November                      |
| Geburtstag von Muhammad Ali Jinnah Birthday of Quaid-e Azam | یوم ولادت قائداعظم Youm-e Quaid            | 25. Dezember                     |

| Feiertag (lokaler Name)             | Datum (Hidschri-Kalender) |
| ----------------------------------- | ------------------------- |
| عاشوراء Aschura                     | 9./10. Muharram           |
| عيد ميلاد النبی Eid-e Milad un-Nabi | 12. Rabīʿ al-awwal        |
| عيد الفطر Eid ul Fitr               | 1. Schawwal               |
| عید الاضحٰی Eid ul Adha              | 10. Dhu l-hiddscha        |